# Vaghela
Die Vaghela (auch Baghela oder Vyagrapatti, Gujarati વાઘેલા) waren eine kurzlebige Herrscherdynastie des 13. Jahrhunderts im Bereich des heutigen indischen Bundesstaates Gujarat. Ihr Herrschaftszentrum war die Stadt Dholka.

## Geschichte
Die schon zuvor weitgehend eigenständigen, aber offiziell noch als Vasallen und Minister der regierenden Solanki-Dynastie agierenden Vaghela rissen um 1230/40 sukzessive die Macht an sich. Es gelang ihnen in der zweiten Hälfte des 13. Jahrhunderts muslimische Vorstöße abzuwehren, doch im Jahr 1299 setzte Ala ud-Din Khalji, der Sultan von Delhi, ihrer Herrschaft ein Ende.

## Herrscher
- Vīrdhavala (Visala) (ca. 1243–ca. 1262)
- Arjunadeva (Vishaldev) (ca. 1262–ca. 1275)
- Sarangadeva (ca. 1275–ca. 1297)
- Karandeva (II) (ca. 1297–1304)

## Bauten
Die Brüder Vastupala und Tejapala, Minister und Generäle der Vaghela, stifteten um 1230 den Luna-Vasahi-Tempel im Tempelbezirk von Dilwara bei Mount Abu. Auch einige Tempel auf dem Berg Girnar sind den Vaghela-Herrschern zuzurechnen. Da es sich in beiden Fällen um Jain-Heiligtümer handelt, wird der Vaghela-Dynastie manchmal eine gewisse Nähe oder gar eine Zugehörigkeit zur Religionsgemeinschaft der Jains unterstellt. Ein weiterer Vaghela-Fürst mit Namen Rana Veer Singh soll gegen Ende des 15. Jahrhunderts mit dem Bau des Adalaj-Stufenbrunnens begonnen haben.